# Frans Groenman
Frans Eyso Henricus Groenman (Den Haag, 18 november 1883 - Ottawa, 20 juni 1943) was een Nederlands diplomaat en naamgever van de Groenman-taalprijs. 

## Levensloop
Groenman was jurist. Tijdens zijn diplomatieke carrière voor de Nederlandse overheid was hij onder meer consul-generaal in China en zaakgelastigde in Canada. Hij hechtte erg aan zorgvuldig taalgebruik en had een hekel aan germanismen. Hij schreef enkele malen in de eerste jaargangen van het blad Onze Taal. In 1928 legateerde Groenman fl. 100.000 met als doel de oprichting van een fonds onder de naam 'Let Op Uw Taal'. Toen dit legaat in 1979 na de dood van zijn echtgenote Eidina Johanna Gratama tot uitkering kwam, werd de Stichting LOUT opgericht. Dat genootschap reikt tweejaarlijks de Groenman-taalprijs uit.

## Trivia
In januari 1943 tekende Groenman in Ottawa samen met prins Bernhard en Willem Tets, de secretaris van koningin Juliana, de geboorteakte van prinses Margriet.